# Dishmuk
Dīshmūk (farsi دیشموک) è una città dello shahrestān di Kohgiluyeh, circoscrizione di Dishmuk, nella provincia di Kohgiluyeh e Buyer Ahmad. Aveva, nel 2006, una popolazione di 4.053 abitanti.